# Rafael dos Santos de Oliveira
Rafael dos Santos de Oliveira, meglio noto come Rafinha (Osasco, 30 giugno 1987), è un ex calciatore brasiliano, di ruolo attaccante.

## Carriera
Ha giocato nella massima serie dei campionati giapponese, sudcoreano e thailandese.